# Munții Ciucului
Munții Ciucului (în maghiară Csíki-havasok) sunt o grupă muntoasă a Carpaților Moldo-Transilvani, aparținând de lanțul muntos al Carpaților Orientali. Cel mai înalt pisc este Șoiul Mare (în maghiară Saj-havas), având 1553 m. Sunt delimitați de Munții Hășmaș și Tarcău prin râul Trotuș la nord, Depresiunea Comănești cu râul Trotuș la est, Munții Nemira cu râul Uz la sud, Munții Bodoc la sud-vest și Depresiunea Ciucului la vest.
În teritoriul munților se găsesc lacurile de acumulare antropice Poiana Uzului (pe râul Uz) și Frumoasa (pe râul Frumoasa), care alimentează cu apă potabilă și industrială municipiile Onești, Bacău și respectiv Miercurea Ciuc.